# Coupe des Pays-Bas de football 1914-1915
Navigation
Coupe des Pays-Bas 1913-1914 Coupe des Pays-Bas 1915-1916
La Coupe des Pays-Bas de football 1914-1915, nommée la KNVB Beker, est la 17e édition de la Coupe des Pays-Bas.

## Déroulement de la compétition
Tous les tours se jouent en élimination directe. À chaque tour, un tirage au sort est effectué pour déterminer les adversaires.

## Finale
La finale se joue le 16 mai 1915 à Amsterdam, le Koninklijke HFC bat le HBS La Haye  1 à 0 et remporte son troisième titre.